# 埃皮赛
埃皮赛（法語：Épuisay，法語發音：[epɥizɛ]），法国中北部市镇，位于中央-卢瓦尔河谷大区卢瓦-谢尔省，隶属于旺多姆区，其市镇面积为23.52平方公里，2022年1月1日时人口数量为790人，在法国城市中排名第11,555位。
埃皮赛位于卢瓦-谢尔省西北部，是一个区域性的公路枢纽，前往勒芒、奥尔良和布卢瓦三个方向的干线公路在此交汇。

## 地名来源
“埃皮赛”一名最初以拉丁语“Spiriacum”的形式被记载，其来源尚不清楚，可能为人名。

## 历史
埃皮赛的早期历史尚有待考证，其中世纪时长期为一处普通农业村落，法国大革命后成为卢瓦-谢尔省的一个市镇。工业革命期间，途径埃皮赛的旺多姆－蒙杜布洛地方铁路（Ligne de Vendôme à Mondoubleau）建成通车，后因设施老化及汽车普及而停运。20世纪后，当地人口数量有所下降。

## 地理

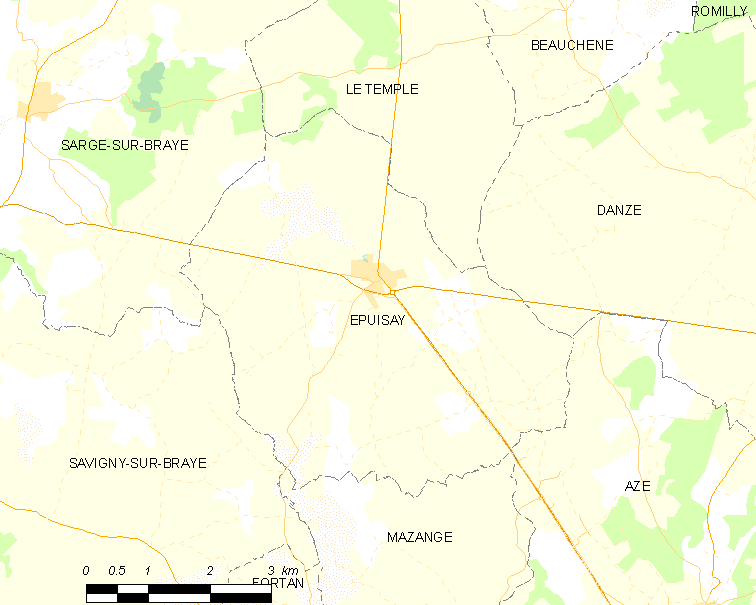
埃皮赛市镇范围地图

埃皮赛位于法国中北部偏西，中央-卢瓦尔河谷大区北部和卢瓦-谢尔省西北部，距离省会布卢瓦大约54公里。与埃皮赛接壤的市镇包括：阿泽、当泽、马藏热、布赖河畔萨尔热、布赖河畔萨维尼、勒唐普勒。

### 地形
埃皮赛位于博斯平原和佩尔什地区的过渡地带，境内以平原和浅丘为主，市镇中心地势较为平坦，全境海拔在119到182米之间。

### 水文
埃皮赛位于卢瓦尔河流域内，其境内有多条溪流，另有多处取水站。

### 植被
埃皮赛属于温带阔叶混交林区，林地散落分布于市镇范围内的多个区域。
在鲜花城市的评比中，埃皮赛暂未被评级。

### 气候
埃皮赛在柯本气候分类法中属于温带海洋性气候。

## 行政区划
埃皮赛是法国中央-卢瓦尔河谷大区卢瓦-谢尔省的一个市镇，编号为41078。埃皮赛隶属于旺多姆区、卢瓦-谢尔省第三选区以及勒佩尔什县，同时也是旺多姆土地城市圈公共社区的组成部分。
法国国家统计与经济研究所（简称）在进行数据统计时，未将埃皮赛划入任何城市核心区（Unité urbaine）以及城市区（Aire urbaine）内。自2020年起，埃皮赛被划入包含57个市镇的旺多姆城市辐射区内。此外，还将埃皮赛市镇整体看作一个“块区”（IRIS），以便于统计人口分布情况。

## 交通

### 公路
卢瓦-谢尔省省道D53线、D151线、D357线和D957线在埃皮赛境内交汇。中央-卢瓦尔河谷大区下属的城际客运提供巴士线路，可前往周边部分市镇。
2018年，78.9%的埃皮赛家庭拥有至少一辆私人汽车。2015年，埃皮赛境内共发生各类交通事故1起，造成1人遇难。
| 14 | 73 |

| 23 | 51 |

| 布卢瓦 | 54 |

| 旺多姆 | 17 |

| 奥尔良 | 81 |

| 沙托丹 | 43 |

| 勒芒 | 61 |

| 圣卡莱 | 16 |

### 铁路
距离埃皮赛最近的运营中的客运铁路车站为14公里外的旺多姆-卢瓦河畔维列TGV站，该站停靠往返于巴黎和图尔一线的高速列车。

### 航空
距离埃皮赛最近的民用航空站为图尔卢瓦尔河谷机场，距离埃皮赛市中心的公路里程约69公里。

### 城市公共交通
截至2022年3月，埃皮赛暂无城市公共交通系统。

## 政治

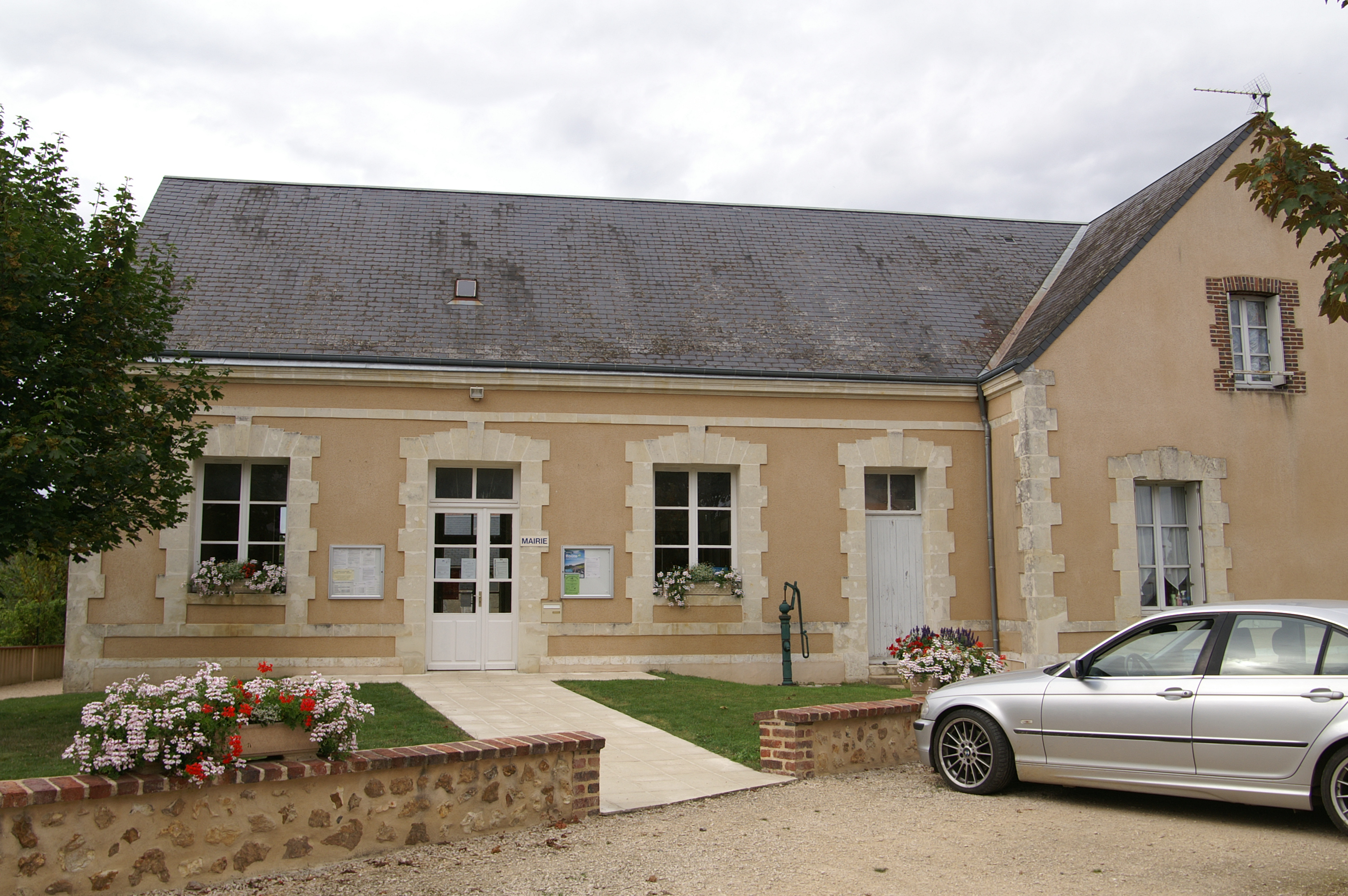
埃皮赛市政厅

埃皮赛的现任市长为米歇尔·德尼奥先生（Michel DENIAU），他是一名无党派人士，在2020年的市政选举中获得了100%的支持率（无其他候选人）。
在2017年的法国总统大选中，法国第25任总统埃马纽埃尔·马克龙在埃皮赛获得了50.38%的支持率。

## 人口
2018年，埃皮赛市镇人口数量为820，在法国排名第11,555位。其中男性393人，女性427人，75岁及以上人口占5.5%，外籍人口数量为143人，人口密度为35人/平方公里，当地居民被称为（男性）或（女性）。2019年，埃皮赛境内出生6人，死亡人口5人。
| 埃皮赛1901年－2019年人口变化情况 |
|                                  |
| 数据来源：Cassini、INSEE         |

## 经济
截止2022年3月，埃皮赛市镇范围内共有各类用人单位（包含自雇）96家，与上一年同期持平，均为中小型企业（PME）。

## 财政与居民收入
2020年，埃皮赛的财政收入总额为508,690欧元，财政支出总额为441,870欧元，当年的债务总额为551,970欧元。2021年，埃皮赛共获得129,554欧元的国家财政补助，比上一年减少了0.45%。
2020年，埃皮赛的家庭平均月收入总额为2,117欧元，低于法国平均水平（2,303欧元）。
2018年，埃皮赛境内的青壮年（15至64岁）失业率为8.9%，当地48.9%的家庭拥有纳税资格，平均纳税1,603欧元，低于法国平均水平（3,910欧元）。

## 社会事务

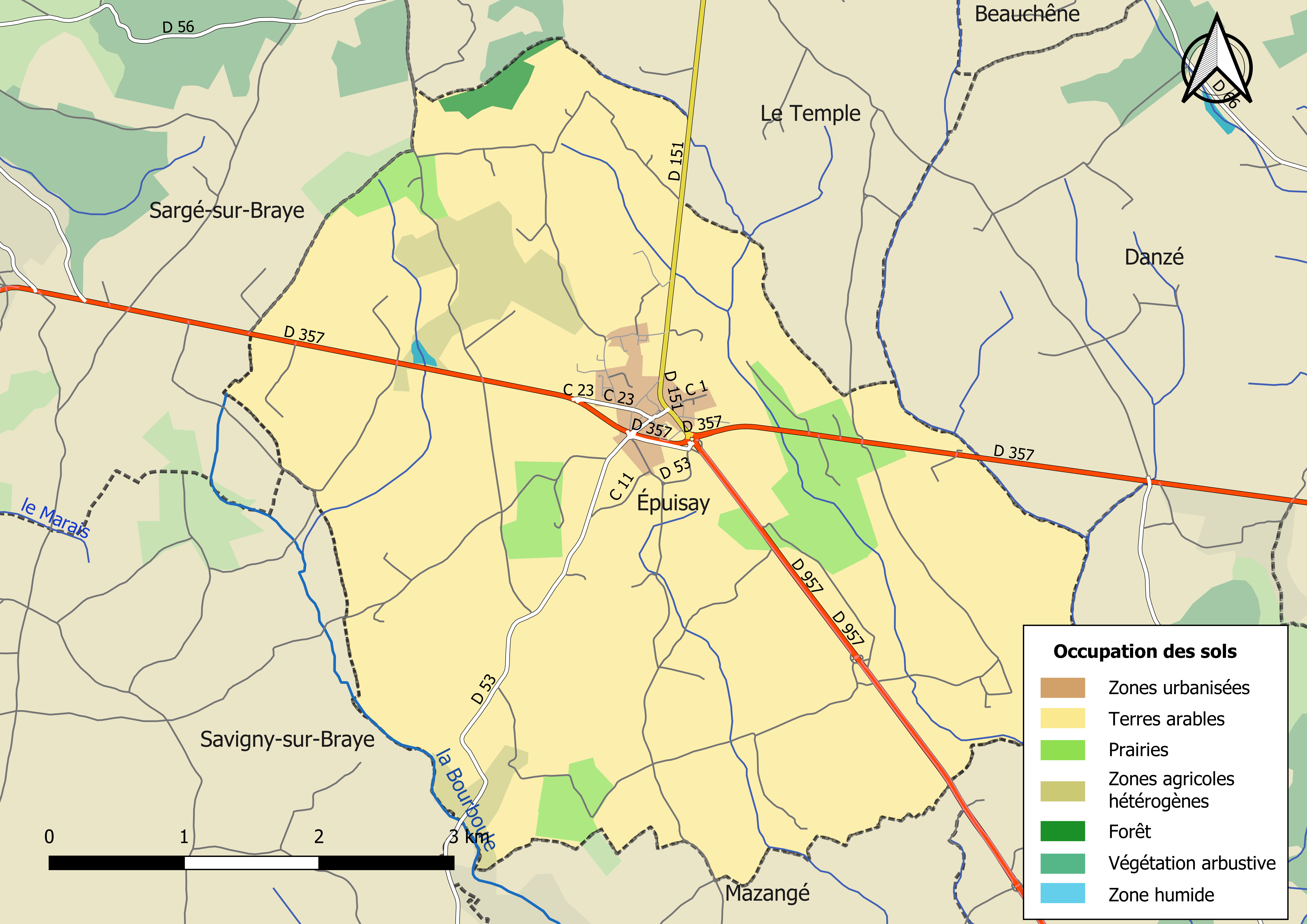
埃皮赛土地利用情况地图

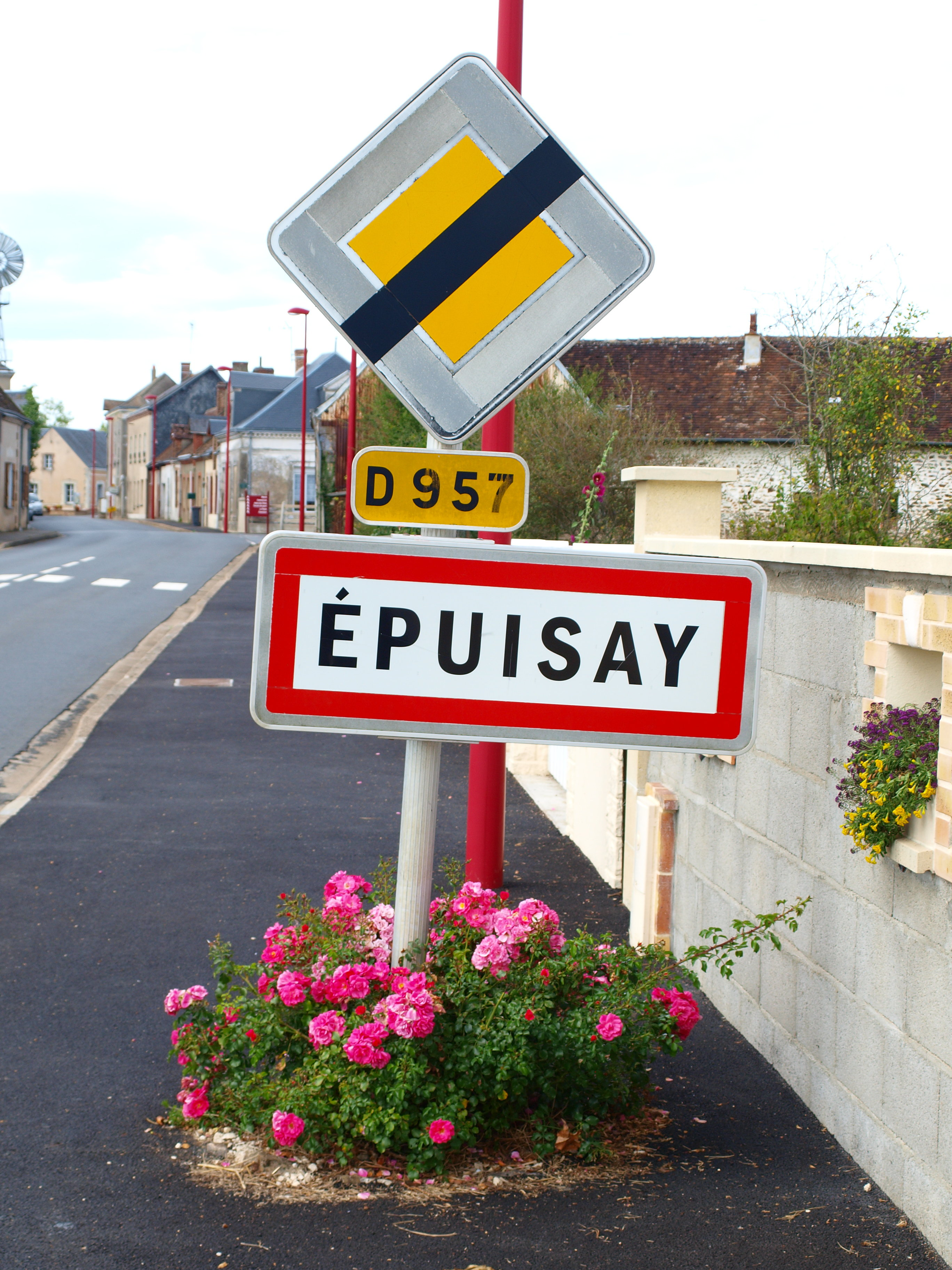
埃皮赛入城路牌

### 教育
埃皮赛属于奥尔良-图尔学区。截止2020年1月1日，埃皮赛境内暂无任何教育设施。

### 医疗
截止2020年1月1日，埃皮赛境内暂无任何医疗机构及医护从业人员。
埃皮赛是旺多姆-蒙图瓦尔中心医院（Centre hospitalier de Vendôme-Montoire）的服务范围，后者是法国的一个区域性医疗机构，其主病区位于旺多姆市区，距离埃皮赛的正常车程约17分钟，该院设有床位150个，是当地规模最大的公立综合性医院。

### 住房
2018年，埃皮赛境内共有各类住房380套，其中98.4%为独立式居民区，1.3%为集中式居民区。常住房屋占埃皮赛市镇范围内居民建筑总量的82.4%。
在住房保障政策方面，2020年，埃皮赛境内共有35户家庭获得了住房经济补助，受益人数占总人口数量的4.3%，其中28份为房租补助。

### 商业
2019年，埃皮赛境内共有各类实体商铺14家，其中餐厅2家、面包房1家、肉铺1家、装饰品店1家、银行门店1家、美容美发店1家、汽车维修店1家。镇中心有一家烟酒店。

### 体育
2020年，埃皮赛境内有1处足球或橄榄球场。
截至2022年3月，埃皮赛体育俱乐部联盟（U.S. Épuisay，编号549376）是当地唯一的注册足球俱乐部，其主队2021至2022赛季参加卢瓦-谢尔省足球联赛丁组（法国第十一级别），其主场拉绍拉济耶尔球场（Stade de La Cholazière）位于镇中心北部。

### 环境
埃皮赛的环境事务由其所属的旺多姆土地城市圈公共社区负责。2019年，埃皮赛境内暂无污染企业。

### 治安
埃皮赛所在地是旺多姆国家宪兵队（la zone gendarmerie de Vendôme）的管辖范围。2020年，该宪兵队辖区内共118个市镇累计发生各类案件1,014起，其中盗窃类案件467起，经济类案件158起，毒品交易类案件34起。

## 文化
2020年，埃皮赛境内暂无任何文化设施。埃皮赛市政府提供多媒体中心，每周一至六上午向公众开放。

### 建筑

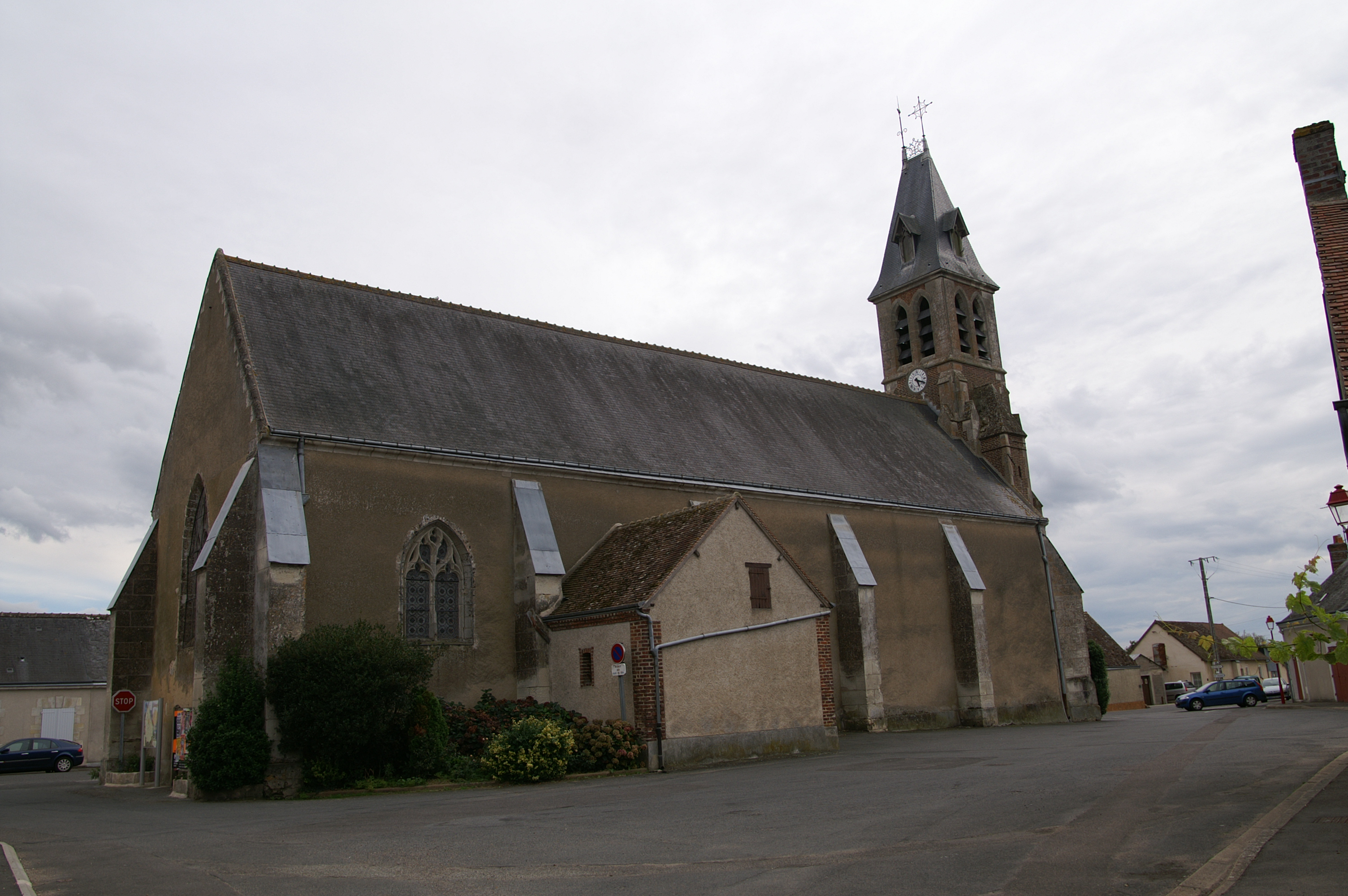
圣艾蒂安教堂

埃皮赛境内有多处历史建筑，其中镇中心的圣艾蒂安教堂（Église Saint-Étienne d'Épuisay）是当地的地标性建筑物。

### 旅游
埃皮赛的旅游事务由其所属的旺多姆土地城市圈公共社区负责。2021年，埃皮赛境内暂无任何游客接待设施。

### 媒体
法国主要的媒体均可在埃皮赛接收，法国电视三台下属的中央-卢瓦尔河谷大区频道在部分时段播出埃皮赛所属区域的地方新闻。

## 友好城市
截至2022年3月，埃皮赛暂未建立任何友好城市关系。